# Саенко, Пётр Родионович
Пётр Родионович Саенко (8 октября 1913, д. Новониколаевка, Томская губерния — 26 апреля 1979, Минск) — советский военачальник, генерал-майор. Герой Советского Союза (1945).
В Рабоче-крестьянской Красной Армии и Советской Армии служил с 1933 года по 1969 год. Участник вооружённого конфликта на реке Халхин-Гол в 1939 году. На фронтах Великой Отечественной войны с июля 1941 года. К лету 1944 года подполковник П. Р. Саенко командовал 1964-м истребительно-противотанковым артиллерийским полком (43-я истребительно-противотанковая артиллерийская бригада, 33-я армия, 3-й Белорусский фронт). В ходе Каунасской наступательной операции 9 августа 1944 года в районе города Вилкавишкис, находясь с полком в окружении, умело организовал круговую оборону. В течение непрерывного боя, длившегося 18 часов, полк уничтожил 27 танков, 9 бронетранспортёров, большое количество живой силы врага. Утром 10 августа по приказу командира бригады организовал прорыв обороны противника и с боем вывел полк из окружения.
За образцовое выполнение боевых заданий командования на фронте борьбы с немецкими захватчиками и проявленные при этом отвагу и геройство указом Президиума Верховного Совета СССР ему было присвоено звание Героя Советского Союза с вручением ордена Ленина и медали «Золотая Звезда» № 7201.
После войны служил на командных должностях в Вооружённых Силах СССР. С 1956 по 1969 год был начальником Минского суворовского военного училища. С 1969 года генерал-майор П. Р. Саенко в отставке. Жил в городе-герое Минске.

## Биография

### До Великой Отечественной войны
Пётр Родионович Саенко родился 8 октября (25 сентября по старому стилю) 1913 года в деревне Ново-Николаевка Томской губернии (ныне Ижморского района Кемеровской области) в семье крестьянина. Русский.
Окончил Кемеровский педагогический техникум. Работал инструктором Кемеровского горкома комсомола. В рядах Красной Армии с 1933 года. Окончил Омское военное училище имени М. В. Фрунзе в 1937 году. Участвовал в боях на реке Халхин-Гол в 1939 году, был награждён медалью «За отвагу». В 1941 году окончил Военную академию имени М. В. Фрунзе.

### Великая Отечественная война
С июля 1941 года Пётр Родионович сражается с немецко-фашистскими захватчиками на территории Эстонии. И уже с первых дней пребывания на фронте в должности заместителя командира 799-го артиллерийского полка проявляет образцы смелости и мужества. Вот что пишет об этом начальник артиллерии 268-й стрелковой дивизии полковник Кисело: «6-го августа 1941 года тов. Саенко получил приказ поддержать огнём противотанкового дивизиона арьергардные подразделения 952 стрелкового полка, прикрывавших выход частей дивизии на новый оборонительный рубеж. Развернув дивизион на рубеж мыза Мыдрику и сдерживая губительным огнём дивизиона наступление фашистской пехоты, тов. Саенко заметил попытку противника окружить два станковых пулемёта и одно орудие 952 стрелкового полка у рощи Каркузе. По личной инициативе тов. Саенко принял на себя руководство боем арьергарда.
Сосредоточив огонь дивизиона по пехоте противника, наступавшей с запада на рощу Каркузе, тов. Саенко стремительным ударом с северо-востока на рощу Каркузе отбросил наступавшую пехоту противника и вывел попавшие под угрозу окружения оба станковых пулемёта и орудие 952 стрелкового полка.
В результате проявленной личной отваги тов. Саенко нанёс большой урон пехоте противника и, продолжая руководить боем арьергарда, задержал наступление противника до 11 часов следующего дня на рубеже мыза Ряговере — мыза Мыдрику, когда дивизия уже полностью заняла новый оборонительный рубеж».
9 августа 1941 года превосходящие силы противника атаковали 952-й стрелковый полк и, нанося удар через Ныммисе, овладели станцией Кабала. Угрожая флангу 942-го стрелкового полка, противник теснил 952 стрелковый полк. Командованием дивизии Петру Родионовичу Саенко была поставлена задача поддержать огнём противотанкового дивизиона атаку танков через станцию Кабала на мызу Улей, чтобы совместно с ударом второго эшелона 942-го стрелкового полка восстановить положение на фронте дивизии. Обеспечив огнём дивизиона успешную атаку танков, Саенко быстро оценил создавшуюся обстановку, которая требовала решительных действий нашей пехоты для развития успеха атаки танков, по личной инициативе взял на себя командование стрелковой ротой и смело атаковал фашистов.
Станция Кабала была захвачена силами одного только противотанкового дивизиона. Расстреливая противника в упор, орудия противотанкового дивизиона быстро продвигались вперёд за пехотой. Однако фашисты, видя своё численное превосходство, окружили продвинувшуюся вперёд группу смельчаков. Вновь нависла угроза частям дивизии. Саенко отдал приказ орудиям дивизиона поддержать огнём контратаку.
Собрав под своей командой до 70-ти штыков, он вторично бросился в контратаку на фашистов. Бойцы, увлекаемые отважным командиром, отбросили противника за реку Кунда.
За личный боевой подвиг, смелые, отважные и инициативные действия, приведшие к разгрому роты пехоты фашистов, 30-ти мотоциклистов, 4-х танков противника и захвату трофеев, старший лейтенант П. Р. Саенко был награждён медалью «За отвагу».
Вот что пишет о командире отдельного истребительного противотанкового артиллерийского полка подполковнике Саенко командир 9-й истребительной бригады полковник Гаспарян: «Стойкий, решительный, волевой командир, в боях в составе 16 армии под Качельским и в последующем в составе 10 армии в районе Запрудное и Загорича показал умелое руководство боем, бойцы и командиры полка сражались отлично. Сам храбрый и личным примером умеет воодушевлять на подвиги своих подчинённых». В ноябре 1943 года подполковник Саенко уже командовал 1964-м ИПТАП. Пётр Родионович отличился в операции по форсированию реки Проня в период с 29 ноября 1943 года по 31 января 1944 года, в ходе которой его полк нанёс противнику большой урон в технике и живой силе. За умелую организацию артиллерийского наступления подполковник П. Р. Саенко был удостоен ордена Александра Невского.
В июне 1944 года 1964-й истребительный противотанковый артиллерийский полк под командованием П. Р. Саенко получил боевую задачу уничтожить артогнём гарнизон противника в деревне Батраковцы. Личный состав полка, воодушевлённый на боевые подвиги, выкатил на руках орудия на прямую наводку и в упор расстреливал живую силу и технику врага. В разгар боя Пётр Родионович был ранен, но, несмотря на это, остался командовать полком до окончания выполнения поставленной задачи. В ходе боя противнику были нанесены тяжёлые потери: уничтожено до 23 взводов пехоты, разбито самоходное орудие, 10 пулемётов, шесть автомашин, подавлено до 20 огневых точек. За отличное выполнение поставленной боевой задачи, проявленные при этом доблесть и мужество, П. Р. Саенко был награждён орденом Суворова III степени.

### Подвиг

Могила Саенко на Восточном кладбище Минска

Утром 9 августа 1944 года противник силой танковой дивизии СС «Великая Германия» и нескольких пехотных частей при поддержке авиации предпринял контрнаступление с целью перерезать магистраль Мариамполь-Волковышки и ударом на Аугала отрезать наши части, находящиеся северо-западнее и западнее города Волковышки. В это время полк под командованием П. Р. Саенко занимал рубеж на южной и юго-западной окраине Волковышки. Немецкие танки сначала мелкими группами до 20 штук, а затем колонной 100—120 машин в сопровождении пехоты и артиллерии атаковали боевые позиции артиллеристов, тем не менее, полк не дрогнул, ни один орудийный расчёт не сдвинулся со своего места, и, подпуская танки на несколько десятков метров, расстреливали их в упор.
Однако противнику удалось потеснить соседние части и окружить артиллерийский полк. В создавшихся условиях П. Р. Саенко организовал круговую оборону. Полк не отступил ни на шаг от своих боевых порядков. Кровопролитное сражение продолжалось 18 часов, из 15 орудий исправными остались только два, несколько расчётов погибли смертью храбрых все, до единого человека. Нередко бой переходил в рукопашные схватки. Командный пункт и штаб полка были окружены вражескими автоматчиками в одном из городских зданий. Пётр Родионович организовал круговую оборону штаба из остатков пехотных подразделений и управления полка, чем обеспечил сохранение штаба, знамени и непрерывность в управлении боем. При этом было уничтожено до 50 гитлеровцев, бронетранспортёр, мотоцикл, освобождено восемь пленных красноармейцев.
После того, как вся материальная часть полка вышла из строя, и боеприпасы были на исходе, подполковник Саенко с разрешения командования умело организовал прорыв обороны противника и вывел личный состав полка со знаменем из окружения.
В этом многочасовом бою артиллеристы показали образцы мужества, стойкости и военного мастерства, а их командир — образец руководства и управления полком в труднейших условиях, личную отвагу, мужество и героизм. В течение боя он ни на минуту не терял управления полком, и, даже будучи тяжело раненным, продолжал выполнять боевую задачу. В результате действий полка противнику были нанесены большие потери: разбито 27 танков, девять бронетранспортёров, истреблено до 500 гитлеровцев. Контрнаступление врага было сорвано.
Указом Президиума Верховного Совета СССР от 24 марта 1945 года за образцовое выполнение боевой задачи и проявленные при этом мужество и героизм П. Р. Саенко был удостоен звания Героя Советского Союза с вручением ордена Ленина и медали «Золотая Звезда».

### После войны
После окончания Великой Отечественной войны Пётр Родионович Саенко продолжил службу в армии. Был военным советником в Корейской Народно-Демократической Республике. Затем командовал Петрозаводским военным училищем. В 1954 году окончил Военную академию Генштаба.
В октябре 1956 года полковник П. Р. Саенко возглавил Минское суворовское училище. С 1969 генерал-майор Саенко — в отставке. Жил в городе Минске.
Умер 26 апреля 1979 года. Похоронен на Восточном (Московском) кладбище города.

## Рекомендуемая литература
- Всекузбасская книга памяти. Т.5: Анжеро-Судженск. Яйский район. Ижморский район/ ред.-сост. Верховцева З. П. — Кемерово, 1996. — С. 27—29.
- Герои Советского Союза: Краткий биографический словарь / Пред. ред. коллегии И. Н. Шкадов. — М.: Воениздат, 1988. — Т. 2 /Любов — Ящук/. — 863 с. — 100 000 экз. — ISBN 5-203-00536-2.
- Герои Советского Союза — кузбассовцы: Фотоальбом. — Кемерово, 1975. — С. 5.
- Гордость Кузбасса: Имя в истории. — Прокопьевск, 2003. — С. 96.
- Грабовский С. Бой у реки Шеймене// Земля героев. — Кемерово, 1978. — С. 220—223.
- Ижморскому району — 80 лет. — Ленинск-Кузнецкий, 2004. — С. 171—172.
- Кемеровчане в годы войны 1941—1945 гг.: Док.-худ. репортаж / сост. Ткаченко В. К. — Кемерово: Сибирский родник, 1996. — С. 177—179.
- Кемеровчане — Герои Советского Союза. — Кемерово, 1990. — С. 27.
- Кузнецов И. И. Герои Советского Союза — кузбассовцы. — Иркутск, 1989. — С. 44-45.
- Попов С. Е. Подвиг артиллеристов. — М.: Воениздат, 1978. — С. 126-127,131. — 136 с. — (Героическое прошлое нашей Родины).
- Саенко Пётр Родионович: Извлечение из наградного листа // Из истории Кузбасса. — Кемерово, 1964. — С. 115—116.